# Baredine (Buzet)
Pour les articles homonymes, voir Baredine.
Baredine (en italien : Baredine) est une localité de Croatie située en Istrie, dans la municipalité de Buzet, dans le comitat d'Istrie. En 2001, la localité comptait 34 habitants.

## Démographie
| 1948 | 1953 | 1961 | 1971 | 1981 | 1991 | 2001 |
| ---- | ---- | ---- | ---- | ---- | ---- | ---- |
| 89   | 72   | 51   | 34   | 32   | 34   | 34   |